# 大哈伯斯多夫
大哈伯斯多夫是德国巴伐利亚州的一个市镇。总面积35.51平方公里，总人口4162人，其中男性2050人，女性2112人（2011年12月31日），人口密度117人/平方公里。

## 友好城市
- 法國 维埃纳河畔艾克斯